# Nervo peroneo superficiale
Il nervo peroneo superficiale (detto anche peroniero superficiale) origina dal peroneo comune, che è uno dei due nervi in cui si divide il nervo ischiatico (L4,L5,S1,S2,S3), mentre l’altro è il nervo tibiale(L4-S3). Il peroneo comune decorre lungo la loggia posteriore della coscia, innerva il capo corto del bicipite femorale e raggiunge il cavo popliteo, dove si divide in due rami, il peroneo superficiale, che va ad innervare i muscoli peroneo lungo e peroneo breve; ed il peroneo profondo, che innerva i muscoli della loggia anteriore della gamba.

## Innervazione
Muscoli innervati:
- Muscolo peroneo breve
- Muscolo peroneo lungo

Rami sensitivi:
- Nervo cutaneo dorsale mediale
- Nervo cutaneo dorsale intermedio